# WWWA世界スーパーライト級王座
WWWA世界スーパーライト級王座（スリーダブリュー・エーせかいスーパーライトきゅうおうざ）は、アルシオンが管理、WWWAが認定していた王座。「WWWA」は「World Women's Wrestling Association（世界女子レスリング協会）」の略。

## 歴史
1996年、全日本女子プロレスの企画広報部長である小川宏の提案で体重60kg以下の選手を対象にした王座として創設。5月18日、全日本女子大田区体育館大会で開催された「ジュニア・オールスター戦」に優勝したチャパリータASARIが初代王者になった。
2002年3月19日、管理団体がアルシオンに移った。
2003年5月15日、引退するASARIの功績を讃えて永久王者に認定。

## 歴代王者
| 歴代  | 選手              | 戴冠回数 | 獲得日付       | 獲得場所 （対戦相手・その他）                                         |
| ----- | ----------------- | -------- | -------------- | --------------------------------------------------------------------- |
| 初代  | チャパリータASARI | 1        | 1996年5月18日  | 大田区体育館 植松寿絵 1997年に病気のため返上                          |
| 第2代 | チャパリータASARI | 2        | 1999年5月5日   | 川崎市体育館 坂井澄江                                                 |
| 第3代 | 中西百重          | 1        | 1999年7月11日  | フジテレビ屋上庭園                                                    |
| 第4代 | チャパリータASARI | 3        | 1999年10月22日 | 博多スターレーン 2002年3月19日に管理団体がアルシオンに移ったため返上  |
| 第5代 | 藤田愛            | 1        | 2002年5月11日  | 有明コロシアム 納見佳容                                               |
| 第6代 | チャパリータASARI | 4        | 2003年5月15日  | 後楽園ホール 2003年5月15日に引退するチャパリータASARIを永久王者に認定 |

## エピソード
週刊ファイトに連載していた小川宏のエッセイ「女子プロレス一直線」で王座名について「煙草のスーパーライト（という銘柄）を見て思いつきました」と語っている。